# Новодворовка (Запорожская область)
Новодворовка (укр. Новодворівка) — село,
Новомлиновский сельский совет,
Розовский район,
Запорожская область,
Украина.
Код КОАТУУ — 2324983003. Население по переписи 2001 года составляло 214 человек.

## Географическое положение
Село Новодворовка находится на берегу реки Сухие Ялы,
на расстоянии в 1 км от села Новомлиновка.
На реке сделана запруда.

## История
- 1823 год — дата основания как Немецкая колония № 14, затем переименовано в Нейгоф (Neuhoff)[2][3]. До 1917 года оно было частью Екатеринославской губернии, в разное время ранее входило в состав Мариупольского и Александровского уездов, а также — в Мариупольский колониальный округ, было частью Романовской (Людвигстальская) волости.
- В советский период поселение входило в состав Запорожской и Днепропетровской областей, им. В. В. Куйбышева и Люксембургский немецкий район.
- В 1857 году в селе насчитывалось 22 двора и 1 безземельная семья.

## Статистика роста населения
В селе проживало 228 человек в 1859 году, 412 — в 1885-м, 314 — в 1897-м, 279 — в 1908-м, 361 — а 1911-м, 425 — в 1919-м, 420 — в 1922-м.

## Известные личности
Первыми переселенцами, основавшими село, были: Arndt, Birschemisky / Pirscheminsky, Bittner, Erdmann, Grenz, Jaschinski (Josef, из Westpreussen — Danzig, 1823), Kleinschmidt, Kossakowsky, Kruschinsky, Lukanowsky, Pernitzky (Martin, из Westpreussen — Danzig, 1823, в Neuhof), Roglowsky, Saretzki, Sawatzky, Schirkowskij / Schirkowsky, Wanscheid, Witkowski / Wittkowsky, Zizz.

### Религия
Село принадлежало католическому приходу Эйхвальд (нем. Pfarrei Eichwald).

## Литература

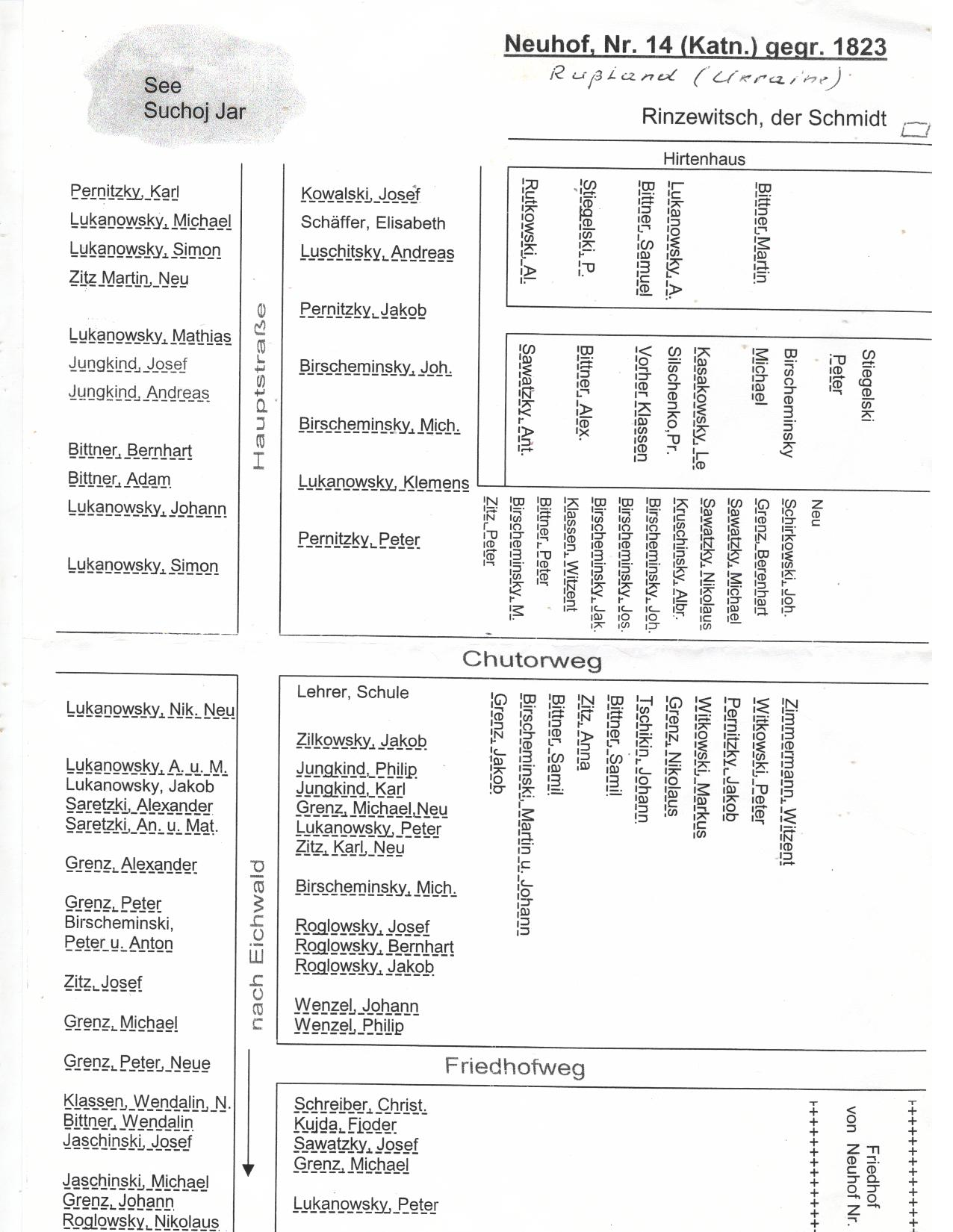
План земельных участков и особняков села 1823 года